# Cuisine islandaise

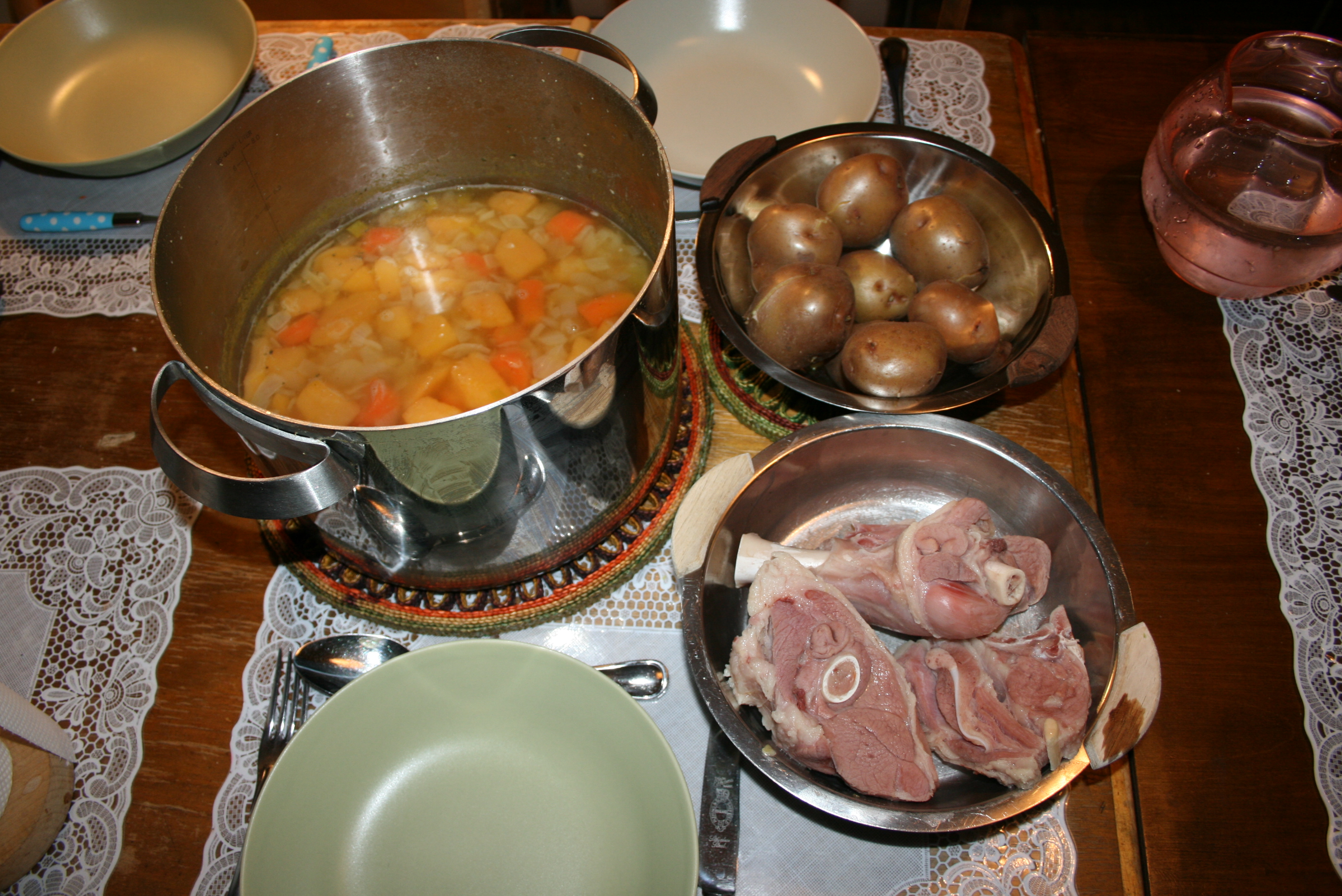
Saltkjöt og baunir, repas traditionnel de Mardi gras.

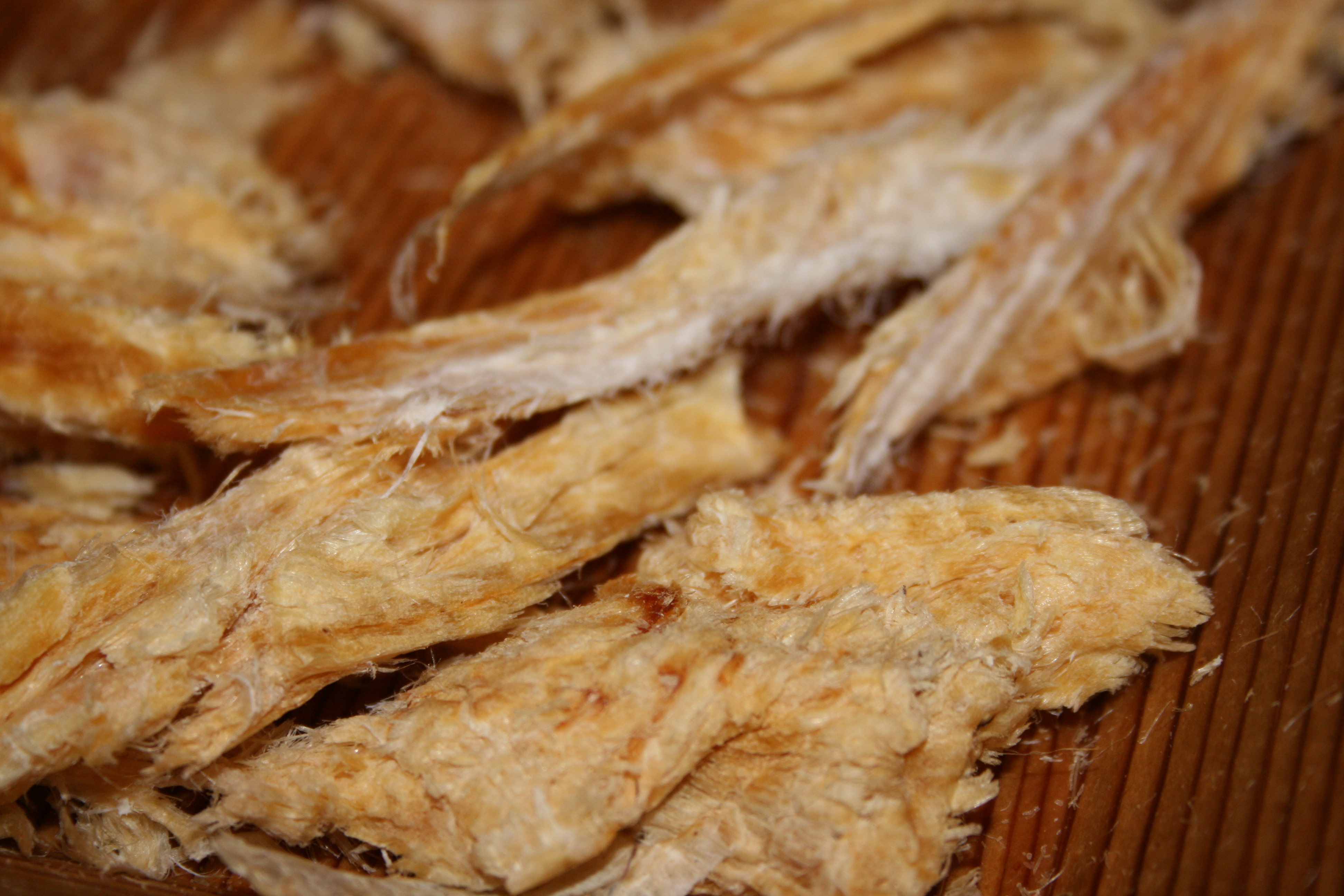
Harðfiskur, poissons séchés.

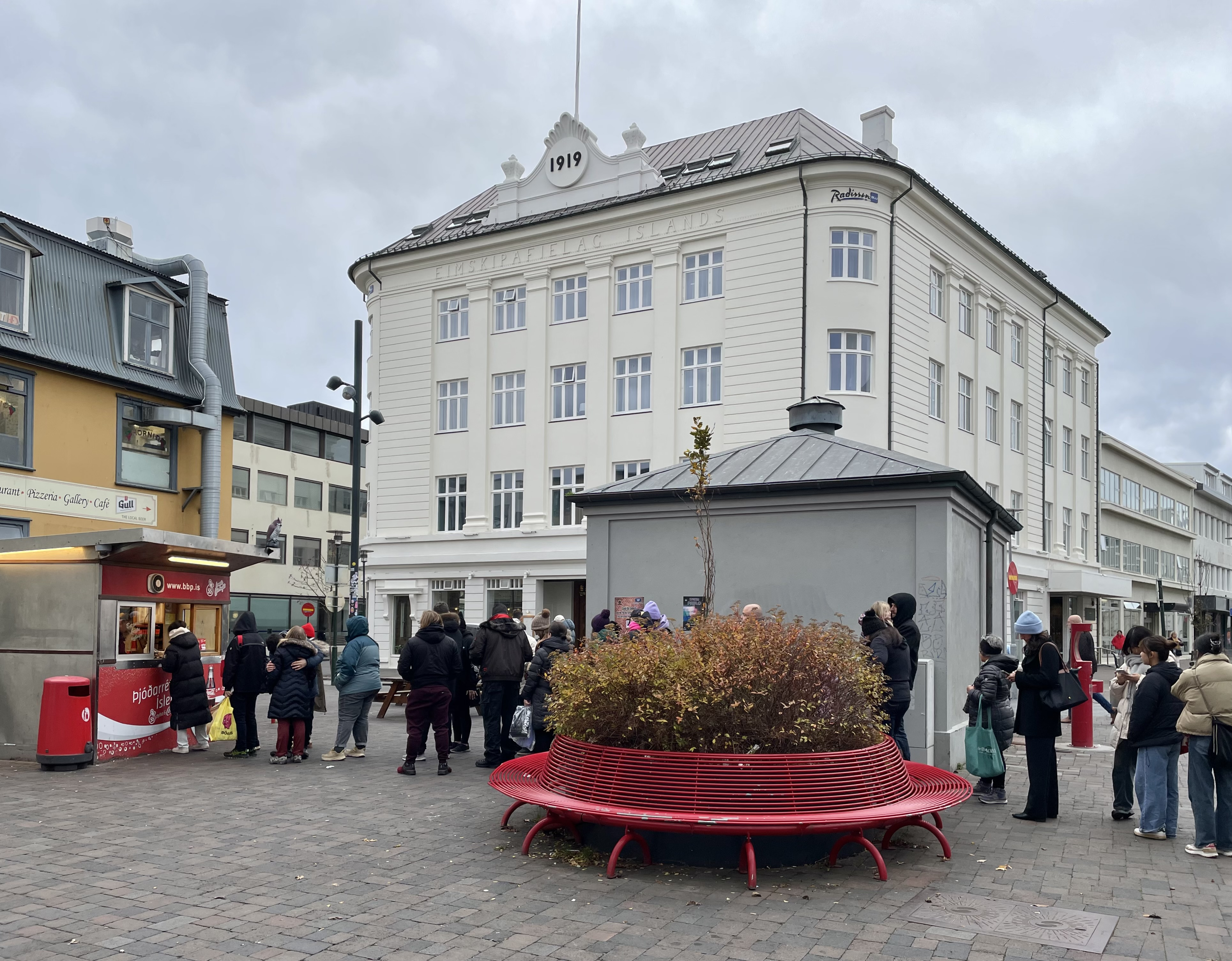
Les hot-dogs sont populaires en Islande. Ce stand à Reykjavík est célèbre et les gens font la queue.

La cuisine islandaise est principalement basée sur le poisson, l'agneau et les produits laitiers.
Le pain traditionnel est le Rúgbrauð.
Le Þorramatur désigne un ensemble de plats traditionnels islandais.

## Plats traditionnels
- Gravlax
- Hákarl
- Hangikjöt
- Harðfiskur
- kæst skata (de)
- Kjötsúpa
- Laufabrauð (de)
- Plokkfiskur
- Pönnukaka (de)
- Þorramatur
- Rübenmus (de)
- Skyr
- Svið

### Boisson
- Kókómjólk (en), lait chocolaté
- Te & Kaffi (en)
- Bière, Beer in Iceland (en), Beer Day (Iceland) (en)
- Near beer (en), quasi-bière maltée
- Alcool : Brennivín,Ursus (vodka) (en)